# ورزشگاه ترانبریس ایدروتسپلاتس
ورزشگاه ترانبریس ایدروتسپلاتس (سوئدی: Tranebergs Idrottsplats) یک ورزشگاه فوتبال در استکهلم، سوئد بود.
این ورزشگاه در سال ۱۹۱۱ تأسیس و در سال ۱۹۳۵ میلادی بسته شده‌است، سه مسابقه فوتبال بازی‌های المپیک تابستانی ۱۹۱۲ در این ورزشگاه برگزار شده بود.